# Jequié
Jequié város Brazíliában, Bahia államban. Lakosainak száma 158 813 fő (2022). Jequié Ipiaú, Itagi és Maracás községekkel határos.

## Népesség
A település népességének változása:
| Lakosok száma | 147 202 | 151 895 | 161 528 | 156 126 | 156 277 | 158 813 |
|               | 2000    | 2010    | 2015    | 2020    | 2021    | 2022    |